# Schloss Munzingen

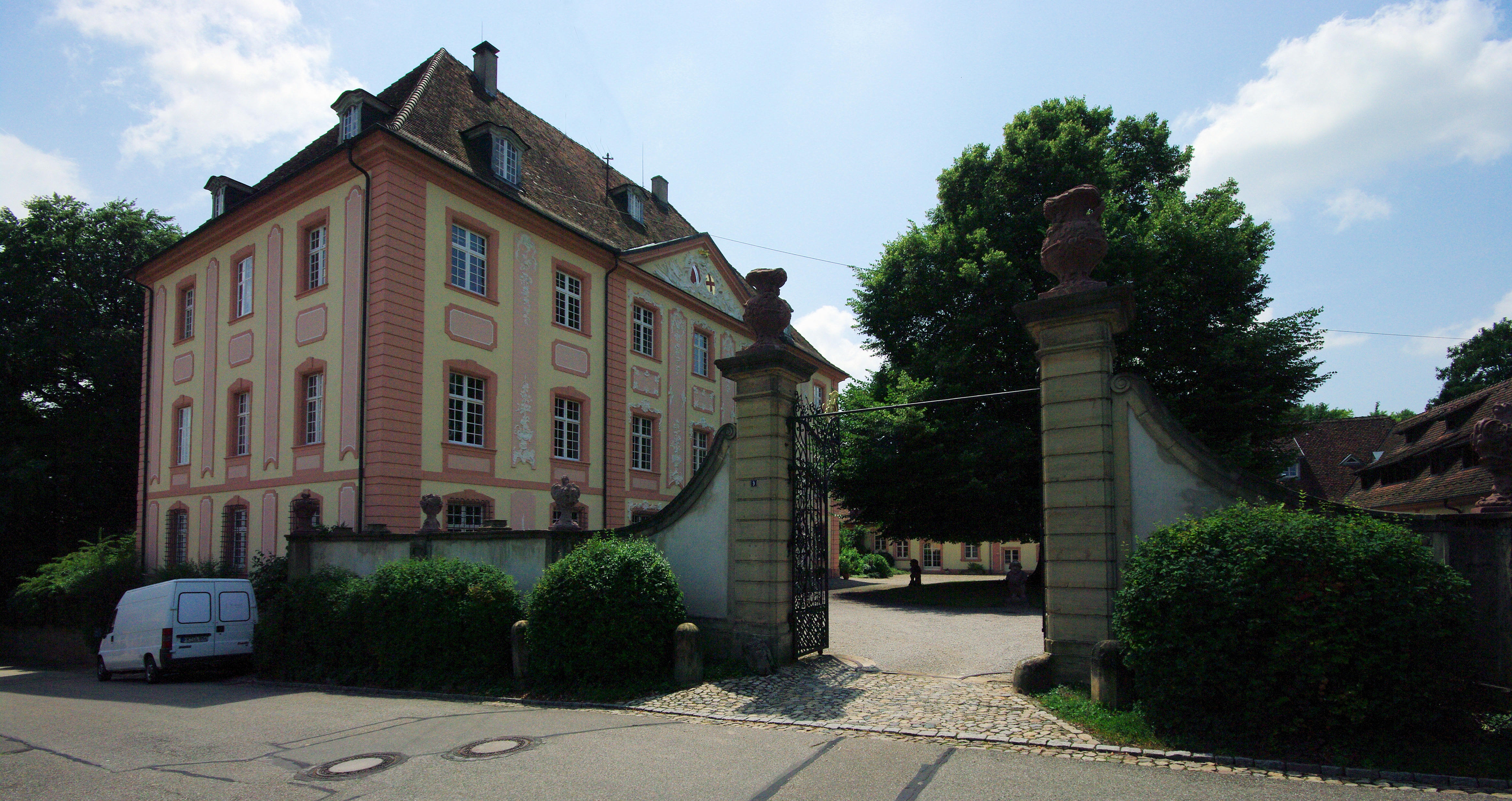
Schloss Munzingen

Das Schloss Munzingen im Freiburger Stadtteil Munzingen befindet sich leicht erhöht auf dem Schloßbuck.

## Geschichte
Das Schloss wurde von Johann Friedrich von Kageneck (1633–1705) im Jahre 1672 erbaut. Dessen  Nachfolger Reichsgraf Johann Friedrich Fridolin von Kageneck ließ im 18. Jahrhundert einige Teile barock umbauen, wahrscheinlich nach Plänen von Johann Jakob Fechter. Der Kirchenmaler Simon Göser bemalte in diesem Zuge die Decke im Speisesaal mit einem antiken Götterhimmel.
Während der Österreichischen Erbfolgekriege nutzte der französische König Ludwig XV. 1744 das Schloss, nachdem die Kagenecks in die Schweiz geflohen waren. Die napoleonischen Truppen zerstörten die Gebäude. Während des Zweiten Weltkrieges besetzte der Volkssturm das Anwesen, danach die französischen Truppen.
Die Kagenecksche Familie hat die unter Denkmalschutz stehenden Gebäude wiederholt restauriert und nutzt es auch heute noch. Für die Restaurierungen des Kulturdenkmals standen Fördermittel der Denkmalstiftung Baden-Württemberg zur Verfügung; zuletzt für den denkmalpflegerisch wertvollen Walmdachstuhl.
Die Denkmalstiftung Baden-Württemberg ernannte das Schloss zum Denkmal des Monats August 2017.

## Architektur
Das Schloss ist dreistöckig im Stil der Renaissance errichtet und hat ein zweistöckiges Dach. Die Fassaden wurden später üppig im Stile des Rokoko verziert. Die Eingangshalle ist ein pfeilergestütztes Kreuzgewölbe und bildet auch den Zugang zur Hauskapelle. Der dazugehörige Hof ist von einstöckigen Gebäuden eingefriedet, die ursprünglich als Ställe, Lager und Werkstätten  genutzt wurden. Zur Schlossanlage gehört eine Parkanlage mit Lindenallee und einem alten hochwertigen Baumbestand.